# Джон Генри
Джон Ге́нри (англ. John Henry) — мифологический народный герой США, темнокожий рабочий-путеец, победивший в соревновании с паровым молотом, но погибший от истощения. История сражения Джона Генри с машиной легла в основу песен и мультфильмов, упоминается в рассказах и романах. Легенда зародилась в XIX веке, в годы активного развития железнодорожных путей в США. Неизвестно, существовал ли настоящий Джон Генри и проводилось ли когда-либо подобное состязание. В разных изложениях он то представляется рабочим по забиванию рельсовых костылей, то выбивает породу при прокладке туннеля.
Американский писатель Джон Оливер Килленс посвятил ему роман «Человек — это всего лишь человек: Приключения Джона Генри» (A Man Ain’t Nothin' But a Man: The Adventures of John Henry, 1975). Ему также посвятил песню Джонни Кэш (Legend of John Henry's Hammer).